# آیلا (تگزاس)
آیلا (به انگلیسی: Eylau) یک منطقهٔ مسکونی در ایالات متحده آمریکا است که در شهرستان بویی، تگزاس واقع شده‌است. آیلا ۹۸٫۱۵ متر بالاتر از سطح دریا واقع شده‌است.